# Trichoxys melanotelus
Trichoxys melanotelus là một loài bọ cánh cứng trong họ Cerambycidae.